# アルザス人

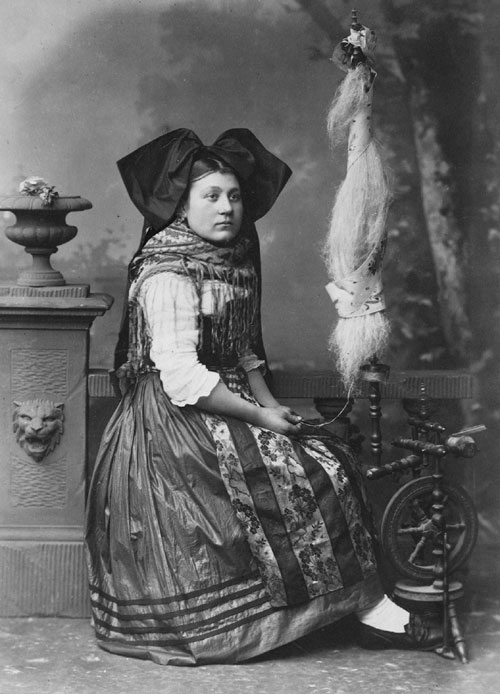
伝統的な衣装を着たアルザスの女性

アルザス人（アルザス語: Elsässer, Elsässi、標準ドイツ語: Elsässer、フランス語: Alsacien）は、フランス中東部のアルザス地方に住むアルザス語を話す南部ドイツ人に属するアレマン系の民族。アルザス・ドイツ人、エルザス人とも呼ばれ、ドイツ系フランス人の大部分を占める。

## 概要
アルザスの中心都市はストラスブール（ドイツ語名：シュトラスブルク）である。
いまではライン川をはさんでドイツと国境を接しているこの地域は、元来ドイツの前身である神聖ローマ帝国の支配下にあり、フランス領になったのはスペイン継承戦争以後である。これ以降、アルザス人は「ブルボン家に仕えるドイツ人」と呼ばれるようになった。
フランス領になってからは「フランス化」が進められたが、普仏戦争でドイツに再統合された。
しかし、140年も及ぶフランス支配の帰結として、他のドイツ人とアルザス人との間には文化的・政治的意識のズレが生じ、ツァーベルン事件を機にドイツ人に侮辱されたアルザス人自身はドイツを完全な祖国と見なさない場合が多くなった。他のドイツ人からはアルザス人はフランス文化に汚されていると見なされ、アルザス人は徐々に他のドイツ人と違った独自のアイデンティティーを模索するようになった。
第一次世界大戦後、アルザスは再びフランス領となったが、第二次世界大戦においてナチス・ドイツはアルザスを奪回し、一時的に支配下に置いた。しかし、ドイツの敗戦と共にアルザスは再々度フランス領となり、今に至る。
このように度々フランスとドイツの係争地となったこともあり、アルザス人の間には国民意識というより地域意識といえるような独自のアイデンティティーが形成されていった。

## 著名なアルザス人
- ヨハン・フリードリヒ・オーベルリーン（牧師、社会活動家）
- エミール・ワルトトイフェル（作曲家） - ユダヤ系アルザス人
- ギュスターヴ・エッフェル（建築家）
- アルベルト・シュヴァイツァー（医師）
- ジャン・アルプ（彫刻家、画家、詩人）
- シャルル・ミュンシュ（指揮者）
- ロジェー・ワーグナー（指揮者）
- ルイ・シュヴァイツアー（ルノー前取締役社長）
- アーセン・ベンゲル（サッカー指導者）
- アントワーヌ・グリーズマン（サッカー選手）
- ミレイユ・ドゥランシュ（ソプラノ歌手）